# كثيب: آل كورينو
كثيب: آل كورينو (بالإنجليزية: Dune: House Corrino) هي رواية خيال علمي صدرت عام 2001 بقلم برايان هربرت وكيفن أندرسون، تدور أحداثها في بادئة كثيب الخيالية الذي ابتكره فرانك هربرت. وهو ثالث كتاب في ثلاثية بادئة كثيب، والتي تجري أحداثها قبل أحداث رواية فرانك هربرت الشهيرة كثيب التي صدرت عام 1965. تستمد روايات مقدمة ديون من الملاحظات التي تركها فرانك هربرت بعد وفاته.
ظهرت رواية كثيب: آل كورينو لأول مرة في المركز الثامن على قائمة نيويورك تايمز لأكثر الكتب مبيعًا.

## ملخص القصة
تستكمل رواية كثيب: آل كورينو خيوط الأحداث التي بدأت في الروايتين السابقتين من ثلاثية بادئة كثيب، وتركز بشكل أساسي على صعود الإمبراطور شادام الرابع من بيت كورينو، وسعيه للهيمنة على المجرة والسيطرة على التوابل (الميلانج)، أثمن مادة في الكون.
يدبر شادام، بالتعاون مع الكونت هاسيمر فينرينغ، خطة سرية لإنتاج بديل اصطناعي للتوابل يُعرف باسم "Project Amal"، أملاً في التخلص من اعتماد الإمبراطورية على كوكب آراكيس. ولكن المشروع يواجه إخفاقات خطيرة تهدد بتقويض هيبة الإمبراطور.
في الوقت ذاته، يواصل ليتو أتريديس ترسيخ سلطته في كاليادان، بينما تتعمق علاقته بالليدي جيسيكا، التي تزداد صراعًا بين ولائها لـالبيني جزيريت ومشاعرها تجاه ليتو. كما تظهر بوادر ولادة ابنهما، بول أتريديس، الذي سيكون له شأن عظيم في مستقبل المجرة.
على الجانب الآخر، يواصل البارون فلاديمير هاركونن تحركاته السياسية والعسكرية، غير مدرك أن مرضًا غامضًا بدأ ينهش جسده نتيجة لتلاعب البيني جزيريت به في الماضي. في خضم هذه الاضطرابات، تبدأ التوترات بالتصاعد بين العائلات الكبرى، ما ينذر بقرب انهيار التوازن السياسي الدقيق في الإمبراطورية.
تتطور الرواية عبر سرد متعدد المحاور، وتختتم الثلاثية بتعميق الفهم للعوامل التي مهدت لصراع الرواية الأصلية، خاصة فيما يتعلق بالخلافات بين بيوت النبلاء، ودور المؤامرات، والتحكم بمورد التوابل، والتهيئة لميلاد البطل المنتظر في كثيب.

## الاستقبال
ظهرت رواية كثيب: آل كورينو لأول مرة في المركز الثامن على قائمة نيويورك تايمز لأكثر الكتب مبيعًا.

## التكييف
في فبراير 2024، أعلنت شركة استوديوهات بوم! عن اقتباس كوميدي مكون من 8 أعداد من كثيب: آل كورينو كتبه المؤلفان الأصليان برايان هربرت وكيفن أندرسون لاختتام اقتباسهم لثلاثية بادئة كثيب.

## وصلات خارجية
- بادئة كثيب الموقع الرسمينسخة محفوظة 2012-11-15 على موقع واي باك مشين. (بالإنجليزية)